# سیارک ۶۸۷۷۹
سیارک ۶۸۷۷۹ (به انگلیسی: 68779 Schoninger، نامگذاری:2002FA3) شصت و هشت هزار و هفتصد و هفتاد و نهمین سیارک کشف شده‌است که در ۱۸ مارس ۲۰۰۲ کشف شد.